# Ōe (Kyoto)
Pour les articles homonymes, voir OE.
Ōe (大江町, Ōe-chō) est un ancien bourg de la préfecture de Kyoto, ayant existé jusqu'au 1er janvier 2006, date de son intégration dans la ville de Fukuchiyama en même temps que les bourgs de Yakuno et de Miwa, tous deux du district d'Amata. Il faisait partie du district de Kasa.

## Toponymie
Le nom du bourg vient des monts Ōe (ja) (大江山), qui se trouvent dans son territoire.

## Géographie

### Topographie et hydrographie

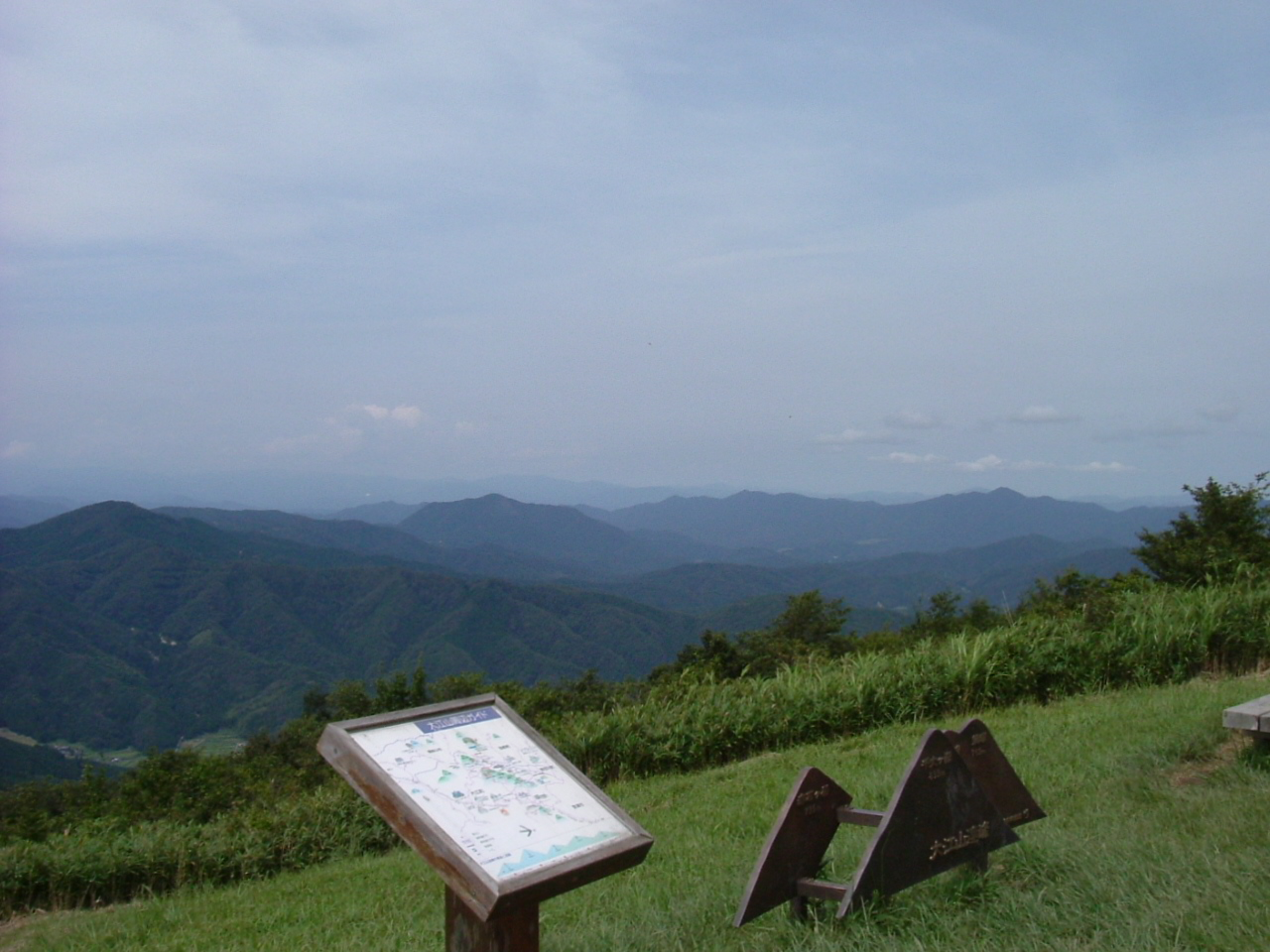
Les monts Ōe.

Ōe est situé dans le cour central du fleuve Yura, qui coule du sud-est vers le nord-est, dans le nord-ouest de la préfecture de Kyoto,. Situé dans la plaine inondable du Yura, Ōe a souvent souffert d'inondations. Au nord se trouve les monts Ōe, dont le mont Ōe (ou Senjō), le mont Nabetsuka (鍋塚) et le mont Hato (鳩ヶ峰), qui bordent ses voisines Miyazu et Kaya. À l'ouest et au sud, la municipalité est bordée par le mont Ten (天ヶ峰) et le mont Oni (鬼ヶ城), à la frontière avec Fukuchiyama. À l'est, la chaîne de montagnes du mont Yubune (湯舟山) marque la frontière entre Ōe et Maizuru, tandis qu'au sud-est, la frontière avec Ayabe est délimitée par le mont Dake (岳山). La rivière Miya (ja) (宮川) coule au centre d'Ōe et se jette dans le Yura à Kōmori. En dehors des secteurs d'Ariji et de Kōmori, le relief d'Ōe est très montagneux, et quelques zones plainières existent près des rivières qui traversent le bourg.
À la fusion, la superficie était de 96,81 kilomètres carrés,.

### Villes limitrophes

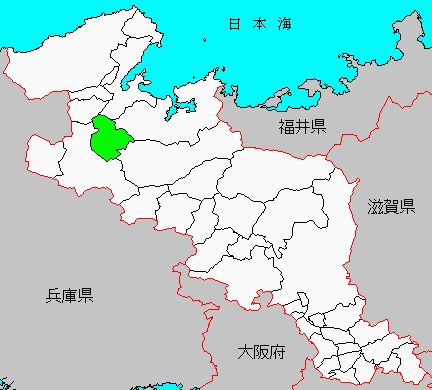
Localisation d'Ōe dans la préfecture de Kyoto (tracés territoriaux du 1 avril 2004).

Entités territoriales limitrophes à la date de la fusion du 1er janvier 2006. À sa fondation le 1er avril 1951, Ōe est entouré à partir de l'ouest du village de Kanayama (ja) (金山村), du district d'Amata, du village de Yosa (ja) (与謝村) et du bourg de Miyazu (宮津町), tous deux du district de Yosa, du village d'Okadakami (ja) (岡田上村), du même district de Kasa, des villages de Shiganosato (ja) (志賀郷村), Monobe (ja) (物部村), Toyosato (ja) (豊里村) et Saga (ja) (佐賀村), tous du district d'Ikaruga (ja), et de la ville de Fukuchiyama (福知山市). Le 1er juin 1954, après fusion avec six municipalités voisines, Miyazu est promu au rang de ville, tandis que le 1er décembre, Yosa fusionne avec le village de Kuwakai (ja) (桑飼村) et le bourg de Kaya (加悦町) pour recréer le bourg de Kaya, qui devient ainsi voisin d'Ōe. Le 1er avril 1955, Kanayama et sept autres municipalités sont fusionnées dans la ville de Fukuchiyama. Le 10 avril de la même année, Shiganosato, Monobe, Toyosato et deux autres municipalités sont fusionnées dans la ville d'Ayabe (綾部市), qui devient voisine d'Ōe, tandis que le 20 avril, Okadakami et quatre autres municipalités fusionnent pour créer le bourg de Kasa (ja) (加佐町). Le 30 septembre 1956, Saga est fusionné à Fukuchiyama. Le 27 mai 1957, Kasa est fusionné dans la ville de Maizuru (舞鶴市), qui devient donc voisine d'Ōe.

## Histoire

### Moyen Âge
Durant la période Heian (794-1185), la région fait partie du village de Kawamori (川守郷). Dans le Wamyo ruijusho, il est considéré comme l'un des dix districts du comté de Kasa (ou district de Kasa), dans la province de Tango. Après la période de Kamakura (1185-1333), le domaine de Kawamori (河守荘) est créé.
Dans la 8e année de l'ère Tenshō (1580), le bourg de Kawamori, qui correspond au centre d'Ōe, est sous le contrôle de Hosokawa Fujitaka et de Hosokawa Tadaoki, et durant la 6e année du Keichō (1601), il devient une partie du domaine de Miyazu. Kawamori (plus tard devenue Kōmori) est à la fois un relais située le long de la route de Miyazu (宮津街道) reliant la province de Tamba à celle de Tango, et un lieu où l'on rassemblait des matières premières pour produire des bougie. Le fleuve Yura est également utilisé à Kōmori pour le transport des marchandises.
Durant l'époque d'Edo (1603-1868), la région d'Ōe est constituée de 28 villages dans le district de Kasa, qui sont respectivement ceux de Kanaya (金屋村), Kōmori (河守町), Seki (関村), Ueno (上野村), Habi (波美村), Busshōji (仏性寺村), Kitahara (北原村), Kehara (ja) (毛原村), Naiku (内宮村), Futamata (二俣村), Amadauchi (天田内村), Hashitani (橋谷村), Tadewara (蓼原村), Owarata (小原田村), Hitō (日藤村), Gujō (公庄村), Minamiyama (南山村), Natsuma (夏間村), Arita (在田村), Tsunezu (常津村), Bitō (尾藤村), Senbara (千原村), Kitaariji (北有路村), Minamiariji (南有路村), Sōgo (三河村), Takatsue (高津江村), Nika (二箇村) et Ichiwaradani (市原谷村). Ceux de Habi, Tadewara et Gujō sont alors sous administration directe du shogunat Tokugawa, par l'entremise de la magistrature de Kumihama (ja). Les onze villages de Busshōji, Kitahara, Kehara, Naiku, Futamata, Amadauchi, Hashitani, Seki, Kōmori, Owarata et Hitō sont administrés par le domaine de Miyazu, tandis que celui de Natsuma est sous administration conjointe du domaine de Tango-Tanabe (ja) et de la magistrature de Kumihama. Les treize autres villages sont administrés par le domaine de Tango-Tanabe.

### Époque moderne
Le 10 janvier 1871 après l'abolition du système han, l'actuel Ōe est rattaché à la préfecture de Miyazu (宮津県), puis à celle de Toyooka (ja) (豊岡県), et finalement le 21 août 1876, la préfecture de Toyooka est intégré à la préfecture de Kyoto. Le 1er avril 1889, à l'adoption de la loi municipale moderne (ja), des fusions sont entérinées, créant le village de Kōmorishimo (ja) (河守下村), regroupant le bourg de Kōmori et les villages de Kanaya, Seki, Ueno, et Habi, le village de Kōmorikami (ja) (河守上村), regroupant ceux de Busshōji, Kitahara, Kehara, Naiku, Futamata, Amadauchi et Hashitani, le village de Kawanishi (ja) (河西村), regroupant ceux de Tadewara, Owarata, Hitō et Gujō, le village de Kawahigashi (ja) (河東村), regroupant ceux de Minamiyama, Natsuma, Arita, Tsunezu, Bitō et Senbara, le village d'Arijikami (ja) (有路上村), regroupant ceux de Kitaariji et de Minamiariji et le village d'Arijishimo (ja) (有路下村), regroupant ceux de Sōgo, Takatsue, Nika et Ichiwaradani.
Le village de Kōmorishimo est promu au rang de bourg le 10 décembre 1890 et est renommé Kōmori . Le 1er avril 1951, après approbation du gouverneur de la préfecture Torazō Ninagawa (ja) le 27 mars, le bourg de Kōmori et les villages de Kōmorikami, Kawanishi, Kawahigashi, Arijikami et Arijishimo fusionnent pour créer le bourg d'Ōe,. 
Le 1er janvier 2006, après des ententes entérinées en mai 2003 et après une requête déposée à la préfecture le 30 mars 2005, Ōe et les bourgs de Yakuno (夜久野町) et de Miwa (三和町), tous deux du district d'Amata, sont intégrés à la nouvelle ville agrandie de Fukuchiyama.

## Éducation

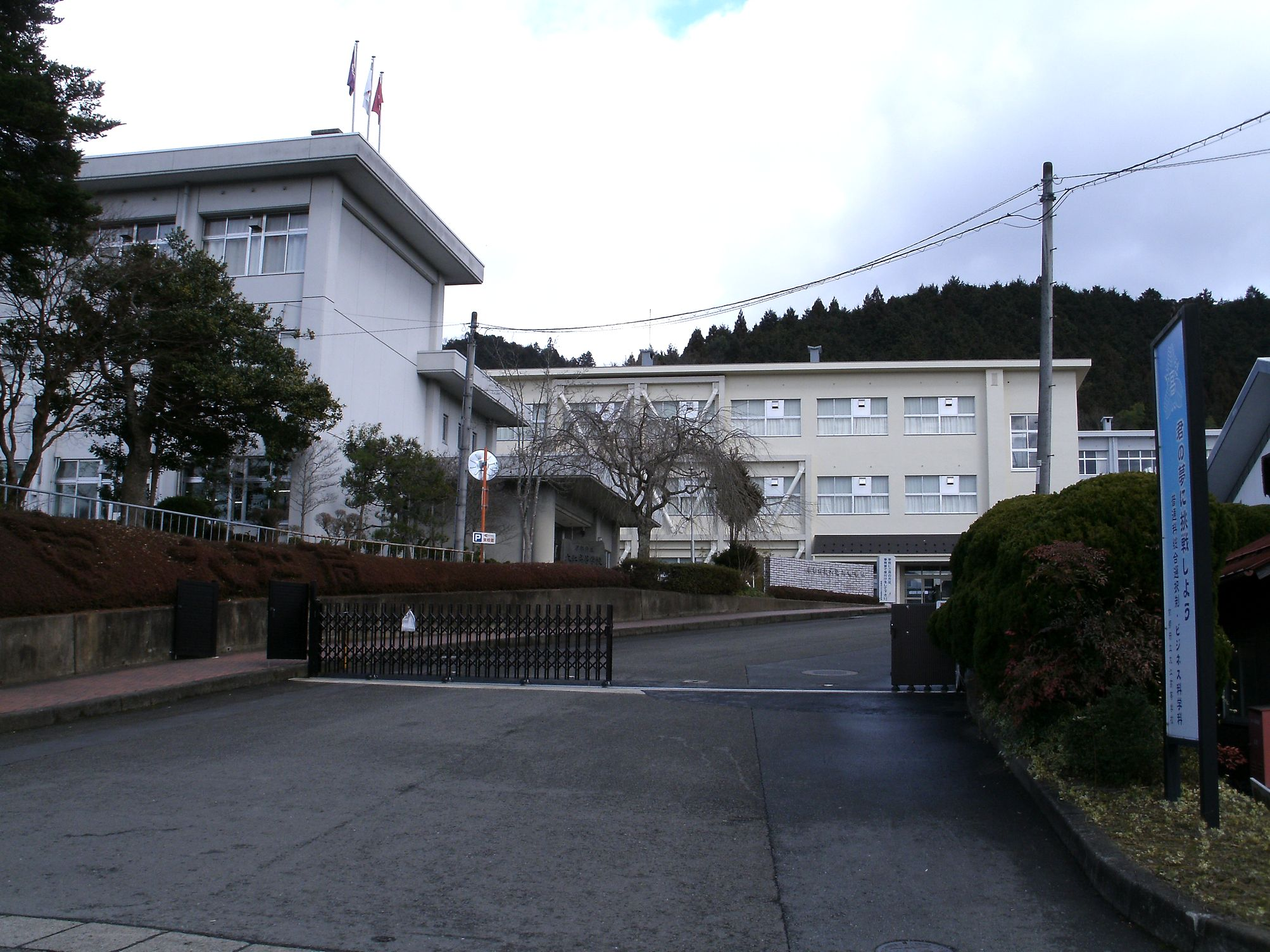
Le lycée préfectoral d'Ōe.

On trouvait à Ōe trois écoles primaires, celles de Mikawa (大江町立美河小学校), Misuzu (大江町立美鈴小学校) et Ariji (大江町立有仁小学校). L'école primaire de Mikawa est créé en 1974 après la fusion de celles de Kōmori (大江町立河守小学校), Kawahigashi (大江町立河東小学校) et Kawanishi (大江町立河西小学校), tandis que celle de Misuzu résulte de la fusion en avril 1974 de celles de Shunmyō (大江町立俊明小学校) et de Mononari (大江町立物成小学校) et des écoles annexes de Kitahara et de Hashitani (大江町立北原・橋谷両分校),. L'école primaire d'Ariji résulte de la fusion de deux précédentes écoles primaires aussi. En mars 2021, après la fusion, dû à une population scolaire décroissante, les trois écoles primaires sont fusionnées pour créer celle d'Ōe, ouverte dans le bâtiment que le collège d'Ōe,.
On y trouve aussi le collège municipal d'Ōe (ja) (福知山市立大江中学校), ouvert en 1947 sous le nom collège conjoint de Kōmori (六ヶ町村組合立河守中学校). Ōe possède aussi un lycée, le lycée préfectoral d'Ōe (ja) (京都府立大江高等学校), fondé le 2 mai 1908, et qui porte son nom actuel depuis le 1er avril 1959.

## Culture et patrimoine

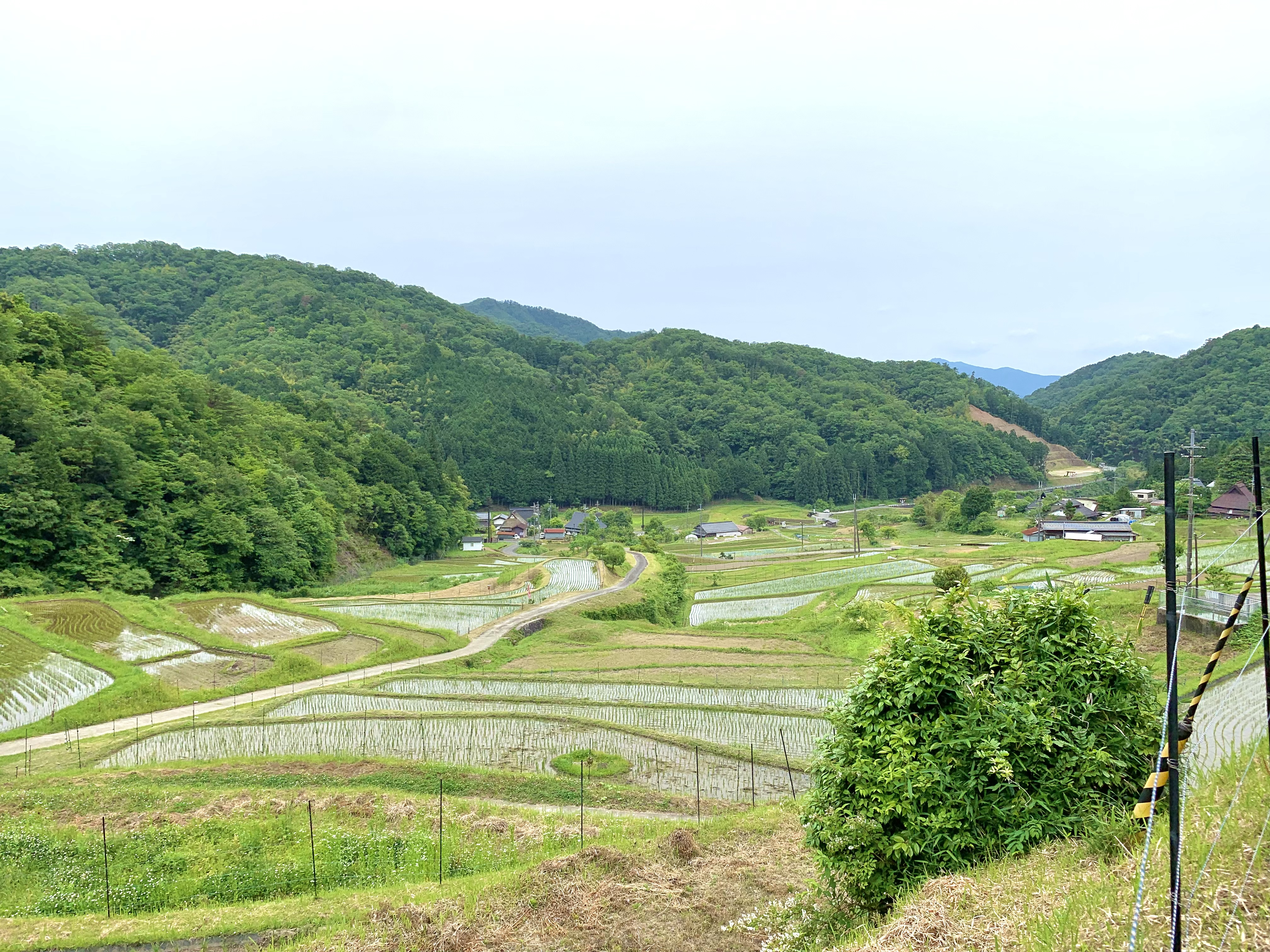
La rizière de Kehara.

Parmi les lieux naturels importants à Ōe sont la rizière de Kehara (ja) (毛原の棚田), l'une des cent plus belles du Japon, les éponymes monts Ōe composés de leurs trois sommets (le pic Hato, le pic Senjō (千丈ヶ嶽) et le pic Nabetsuka) et les berges du fleuve Yura et de la rivière Futase (二瀬川), connue pour son eau limpide et ses roches particulières, ainsi que pour ses feuilles d'automne.
Ōe est aussi connu pour être un lieu de folklore. On y trouve treize statues d'oni, placées dans plusieurs lieux du bourg et reliées à une chasse aux statues reliée aux monts Ōe et au thème des yokai. Près de la gare d'Ōe, se trouve le parc Onigawara (ja) (大江山鬼瓦公園), où 72 tuiles d'ogre ont été placées sur le toît des pavillons.
S'y trouve aussi le musée du Washi d'Ōe (ja) (大江町和紙伝承館), centre d'interprétation du papier japonais.

## Transports

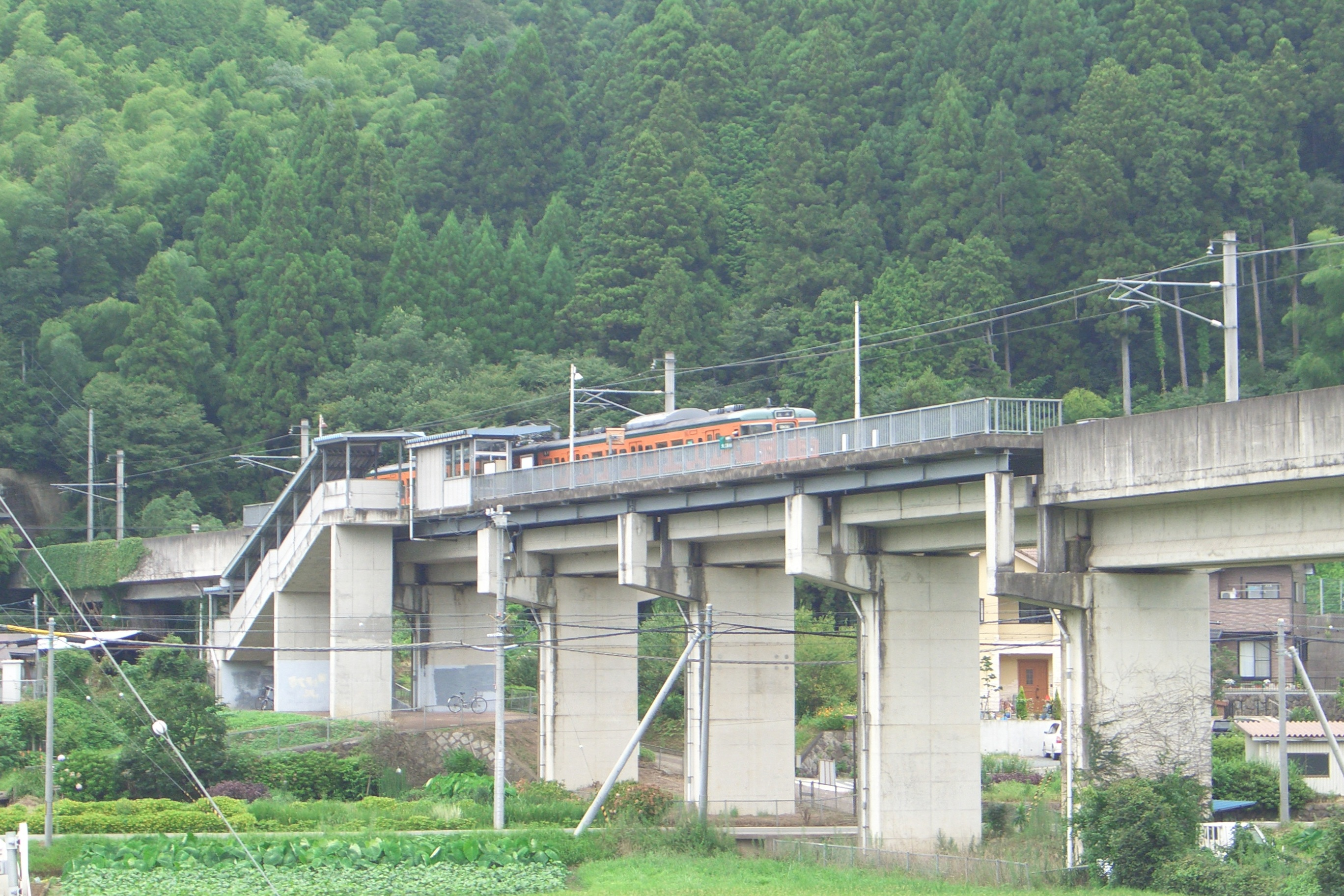
Vue de la gare d'Ōe-Kōkō-Mae.

De 1923 à 1974, la ligne ferroviaire de Hokutan Tetsudō (ja) (北丹鉄道) dessert Ōe depuis la gare de Fukuchiyama, aux trois gares de Gujō (ja) (公庄駅), de Tadehara (ja) (蓼原駅) et de Kōmori (ja) (河守駅). La gare de Kōmori, situé au centre d'Ōe dans l'ancien village de Kōmori, marque le terminus de la ligne, qui était supposée s'arrêter dans pour rejoindre la ligne Miyazu, mais le tracé est écourté faute de moyens financiers. Après une baisse de fréquentation, l'entièreté du service est suspendu en 1971, avec une fermeture définitive en 1974 et la démolition de toutes les stations à l'exception de celle de Fukuchiyama (qui dessert d'autres lignes ferroviaires).
Le 16 juin 1988, Miyafuku Tetsuō (plus tard devenu Kitakinki Tango Railway) ouvre la ligne Miyafuku, permettant de relier la ligne Miyazu à la gare éponyme et la ligne San'in à la gare de Fukuchiyama. Les gares d'Ōeyamaguchi-Naiku (大江山口内宮駅), de Futamata (二俣駅), d'Ōe-Kōkō-Mae (大江高校前駅), d'Ōe (大江駅) et de Gujō (公庄駅) sont ouvertes à Ōe, les deux dernières rouvrant sur les anciens sites des gares de Kōmori et de Gujō respectivement.
Les routes traversant Ōe sont la route nationale 175 (ja) et les routes préfectorales 9 (ja), 55 (ja), 63 (ja), 492 (ja), 493 (ja) et 494 (ja). 
L'autoroute Kyoto Jūkan (en) passe très proche d'Ōe, et on trouve notamment l'échangeur de Maizuru-Ōe à la frontière des deux municipalités.

## Symboles
Le 31 mars 1952, le nouveau bourg adopte son symbole actuel, qui représente à la fois le premier caractère de son nom « 大 », la forme des monts Ōe, et une oiseau s'envolant dans le ciel. Le drapeau est adopté le même jour, avec le symbole au centre en blanc à un ratio de 0,6 fois la largeur du drapeau, et un fond vert foncé, pour un ratio longueur:largeur de 1:0,7. Depuis le 7 novembre 1976, la fleur municipale est la glycine du Japon et son arbre le prunier du Japon.

## Personnalités liées
- Yūji Aoki (青木 雄二, Aoki Yūji?, 1945-2003), mangaka, y est né[28].
- Miki Asano (ja) (浅野 美希, Asano Miki?, 1972-), joueuse de shamisen, en est originaire[29].
- Mashimo Hisen (真下 飛泉, Mashimo Hisen?, 1878-1926), conseiller municipal de la ville de Kyoto, y est né, dans l'ancien bourg de Kōmori (celui dissout en 1889)[30].
- Kenji Shimomura (ja) (下村 健二, Shimomura Kenji?, 1902-1993), réalisateur, y est né, dans l'ancien bourg de Kōmori (celui dissout en 1951)[31].
- Toshikuni Okamura (ja) (岡村 俊邦, Okamura Toshikuni?, 1951-), universitaire, en est originaire.